# Аль-Файха (футбольний клуб)
Аль-Файха (араб. نادي الفيحاء) — саудівський футбольний клуб з міста Аль-Маджма, заснований 1954 року. Домашні матчі команда проводить на стадіоні Аль-Маджма Спорт Сіті, що вміщає близько 7 000 глядачів.

## Історія
«Аль-Файха» була заснована в 1954 році в Аль-Маджмі шляхом злиття двох місцевих футбольних команд. 15 серпня 1966 року клуб був офіційно зареєстрований.
У 2004 році «Аль-Файха» перемогла у Другому дивізіоні, тим самим вперше завоювавши путівку в Перший дивізіон. У другій за рівнем лізі Саудівської Аравії команда відіграла чотири сезону, за підсумками чемпіонату 2007/08 посівши останнє місце і вилетівши у Другий дивізіон. Через шість років «Аль-Файха» виграла групу B Другого дивізіону і повернулася в Перший дивізіон.
За підсумками сезону 2016/17 «Аль-Файха» стала першою в Першому дивізіоні, що дозволило їй на наступний сезон дебютувати в Саудівській Про-лізі.

## Титули і досягнення
- Володар Королівського кубка Саудівської Аравії: 2021-22

## Відомі гравці
- Мохсін Харсі

## Відомі тренери
- Константін Гилке (20 травня 2017 — 1 листопада 2017)
- Густаво Костас (1 листопада 2017 — 15 жовтня 2018)
- Славолюб Муслин (15 жовтня 2018 — 2 лютого 2019)
- Жорже Сімау (8 червня 2019 —)